# Pavetta muiriana
Pavetta muiriana är en måreväxtart som beskrevs av S.D.Manning. Pavetta muiriana ingår i släktet Pavetta och familjen måreväxter. IUCN kategoriserar arten globalt som starkt hotad. Inga underarter finns listade i Catalogue of Life.